# アンソニー・ギデンズ
アンソニー・ギデンズ（Anthony Giddens、1938年1月18日 - ）は、イギリスの社会学者。ロンドン・スクール・オブ・エコノミクス名誉教授。ブレア政権のブレーンとして「第三の道」「ラディカルな中道」を提唱したことでも知られる。

## 人物・来歴
1938年、北ロンドンのエドモントン（en, 現インフィールド区）の下層中流階級の家に生まれる。1959年にハル大学を卒業後、ロンドン・スクール・オブ・エコノミクス（LSE）に進み、同校より修士号、1974年にはケンブリッジ大学より博士号を取得。ケンブリッジでは、長らくキングス・カレッジのフェローとして勤め、1987年に正教授に昇進した。また、1985年には学術出版社 Polity を共同で創設。1997年から2003年まで、LSEの学長を務めた。
また、2004年にはイングランドの男爵位を受け、労働党貴族院議員となる。英国ニュー・レイバーの中道左派の政策ブレーンとしても活躍し、ブレア政権の「第三の道」路線を支えた。

### 来日
2002年4月、法政大学社会学部50周年の招聘で来日し、19日（金）、法政大学で「第三の道」に関する講演を行った。全国から300名を超える研究者が参集し、活発な討議が行われた。また同日、慶應義塾大学を表敬訪問し、教職員、塾生を対象にした「Global Third Way Debate（第三の道－グローバル論争）」と題する講演も行っている。なおLSEは慶應義塾大学の学術交流協定校である。

## 研究歴
ギデンズは概ね次の3つのテーマを中心に研究活動を行ってきたが、テーマを貫くものとして常に意識していたことは「近代をいかにとらえるか」という問いである。

### 古典研究
ギデンズの当初の研究は、当時のパーソンズらによる機能主義社会学に対する批判的な立場から、マルクスやデュルケーム、ウェーバーなどの古典の読み直しを通して、「二重の解釈学」に基づく社会学の新たな理論、方法論を提示した。ギデンズによれば、自然科学者とは異なり、社会学者がその対象とする世界は、その世界に存在するアクターによって既に解釈された社会的世界であり、社会学者が行なっているのは、そうした解釈世界の再解釈なのである。
この間の代表的な著作として、『資本主義と近代社会理論』（1971年）、『社会学の新しい方法規準』（1976年）などを挙げることができる。

### 構造化理論
マルクス、デュルケム、ウェバーなどの近代社会理論の古典の読み直しを土台に、人間と社会にかかわる現代のさまざまな理論を哲学から地理学に至るまで批判的に精査し、独自の社会理論である「構造化理論」をつくろうした。
1984年の『社会の構成』のなかでギデンズは、社会学の主要問題のひとつである構造‐主体（エージェンシー）問題の解決に向けて、「構造の二重性」に基づく独自の「構造化理論」を提唱し、構造とエージェンシーのどちらかを存在論的に優位に立たせることなく、また、（ピーター・バーガーなどにみられるように）構造→エージェンシー→構造→……といった直線的な因果論図式を想定することなく、構造とエージェンシーを相関的に捉える道を示し、当時の社会学理論に対してきわめて強い影響を及ぼした。構造化理論のアイディアは、スウェーデンの地理学者トルステン・ヘーゲルストランドの提唱した「時間地理学」の影響を受けている。

### 再帰的近代化、第三の道
1990年代以降は、「再帰的近代化」のコンセプトを軸に、「脱埋め込み」、「存在論的不安」、「専門家システム」、「純粋な関係」などの概念によって、リスク、グローバリゼーションなど後期近代社会(ハイモダニティ)の分析を中心に行っている。この間の著作としては、『近代とはいかなる時代か』（1990年）、ウルリッヒ・ベック、スコット・ラッシュとの共著『再帰的近代化』（1994年）などが広く注目された。

## 著書

### 単著
- Capitalism and Modern Social Theory: An Analysis of the Writings of Marx, Durkheim and Max Weber, (Cambridge University Press, 1971).
犬塚先訳『資本主義と近代社会理論――マルクス, デュルケム, ウェーバーの研究』（研究社出版, 1974年）
- Politics and Sociology in the Thought of Max Weber, (Macmillan, 1972).
岩野弘一・岩野春一訳『ウェーバーの思想における政治と社会学』（未來社, 1988年）
- The Class Structure of the Advanced Societies, (Hutchinson, 1974).
市川統洋訳『先進社会の階級構造』（みすず書房, 1977年）
- New Rules of Sociological Method: A Positive Critique of Interpretative Sociologies, (Hutchinson, 1976, 2nd ed., 1993).
松尾精文・藤井達也・小幡正敏訳『社会学の新しい方法規準――理解社会学の共感的批判』（而立書房, 1987年／第2版, 2000年）
- Studies in Social and Political Theory, (Hutchinson, 1977).
宮島喬・江原由美子・森反章夫・儘田徹・本間直子・田中秀隆・百々雅子訳『社会理論の現代像――デュルケム, ウェーバー, 解釈学, エスノメソドロジー』（みすず書房, 1986年）
- Durkheim, (Harvester, 1978).
- Central Problems in Social Theory: Action, Structure, and Contradiction in Social Analysis, (University of California Press, 1979).
友枝敏雄・今田高俊・森重雄訳『社会理論の最前線』（ハーベスト社, 1989年）
- A Contemporary Critique of Historical Materialism, vol. 1: Power, Property and the State, (Macmillan, 1981).
- Sociology: A Brief but Critical Introduction, (Macmillan, 1982).
- Profiles and Critiques in Social Teory, (Macmillan, 1982)
- The Constitution of Society: Outline of the Theory of Structuration, (Polity Press, 1984).
『社会の構成』、門田健一訳、勁草書房、2015年
- A Contemporary Critique of Historical Materialism, vol. 2: The Nation-state and Violence, (Polity Press, 1985).
松尾精文・小幡正敏訳『国民国家と暴力』（而立書房, 1999年）
- Social Theory and Modern Sociology, (Polity Press, 1987).
藤田弘夫監訳『社会理論と現代社会学』（青木書店, 1998年）
- Sociology, (Polity Press, 1989, 2nd ed., 1993, 3rd ed., 1997, 4th ed., 2001, 5th ed., 2006, 6th ed., 2009).
松尾精文・西岡八郎・藤井達也・小幡正敏・立松隆介・内田健訳『社会学』（而立書房, 1992年／改訂新版, 1993年／改訂第3版, 1998年／改訂第4版, 2004年／第5版, 2009年）
- The Consequences of Modernity, (Stanford University Press, 1990).
松尾精文・小幡正敏訳『近代とはいかなる時代か?――モダニティの帰結』（而立書房, 1993年）
- Modernity and Self-identity: Self and Society in the Late Modern Age, (Polity Press, 1991).
秋吉美都・安藤太郎・筒井淳也訳『モダニティと自己アイデンティティ――後期近代における自己と社会』（ハーベスト社, 2005年）
- Introduction to Sociology, (Norton, 1991).
- The Transformation of Intimacy: Sexuality, Love and Eroticism in Modern Societies, (Stanford University Press, 1992).
松尾精文・松川昭子訳『親密性の変容――近代社会におけるセクシュアリティ、愛情、エロティシズム』（而立書房, 1995年）
- Beyond Left and Right: the Future of Radical Politics, (Polity Press, 1994).
松尾精文・立松隆介訳『左派右派を超えて――ラディカルな政治の未来像』（而立書房, 2002年）
- Politics, Sociology and Social Theory: Encounters with Classical and Contemporary Social Thought, (Polity Press, 1995).
- In Defence of Sociology: Essays, Interpretations and Rejoinders, (Polity Press, 1996).
- The Third Way: the Renewal of Social Democracy, (Polity Press, 1998).
佐和隆光訳『第三の道――効率と公正の新たな同盟』（日本経済新聞社, 1999年）
- Runaway World: How Globalisation is Reshaping Our Lives, (Profile Books, 1999).
佐和隆光訳『暴走する世界――グローバリゼーションは何をどう変えるのか』（ダイヤモンド社, 2001年）
- The Third Way and its Critics, (Polity Press, 2000).
今枝法之・干川剛史訳『第三の道とその批判』（晃洋書房, 2003年）
- Where now for New Labour?, (Polity Press, 2002).
- Europe in the Global Age, (Polity Press, 2007).
- Over to You, Mr Brown: How Labour Can Win Again, (Polity Press, 2007).
- The Politics of Climate Change, (Polity Press, 2009).

### 共著
- Reflexive Modernization: Politics, Tradition and Aesthetics in the Modern Social Order, with Ulrich Beck and Scott Lash, (Polity Press, 1994).
松尾精文・小幡正敏・叶堂隆三訳『再帰的近代化――近現代における政治、伝統、美的原理』（而立書房, 1997年）
- Conversations with Anthony Giddens: Making Sense of Modernity, with Christopher Pierson, (Stanford University Press, 1998).
松尾精文訳『ギデンズとの対話――いまの時代を読み解く』（而立書房, 2001年）
- Essentials of Sociology, with Mitchell Duneier and Richard P. Appelbaum, (Norton, 2006).
- （渡辺聰子・今田高俊）『グローバル時代の人的資源論――モティベーション・エンパワーメント・仕事の未来』（東京大学出版会, 2008年）
- Sociology, with Philip W. Sutton, (Polity Press, 7th ed., 2013, 8th ed., 2017, 9th ed., 2021). 
宮島喬・宇都宮京子・鈴木智之・田邊浩・本田量久・小ケ谷千穂・西口里紗訳『社会学』（而立書房, 第9版, 2025年）

### 編著
- The Sociology of Suicide: A Selection of Readings, (Frank Cass, 1971).
- Emile Durkheim: Selected Writings, (Cambridge University Press, 1972).
- Positivism and Sociology, (Heinemann, 1975).
- Durkheim on Politics and the State, (Polity Press, 1986).
- Human Societies: An Introductory Reader in Sociology, (Polity Press, 1992).
- Sociology: Introductory Readings (Polity Press, 1997).
- The Global Third Way Debate, (Polity Press, 2001).
- The Progressive Manifesto: New Ideas for the Centre-Left, (Polity, 2003).

### 共編著
- Elites and Power in British Society, co-edited with Philip Stanworth, (Cambridge University Press, 1974).
- Classes, Power, and Conflict: Classical and Contemporary Debates, co-edited with David Held, (University of California Press, 1982).
- Social Class and the Division of Labour: Esays in Hnour of Ilya Neustadt, co-edited with Gavin Mackenzie, (Cambridge University Press, 1982).
- Social Theory Today, co-edited with Jonathan H. Turner, (Stanford University Press, 1987).
- Global Capitalism, co-edited with Will Hutton, (New Press, 2000).
- On the Edge: Living with Global Capitalism, co-edited with Will Hutton, (Jonathan Cape, 2000).
- The New Egalitarianism, co-edited with Patrick Diamond, (Polity, 2005).
- Global Europe, Social Europe, co-edited with Patrick Diamond and Roger Liddle, (Polity, 2006).